# Eladio Dieste
|  | No s'ha de confondre amb Eladi Silvestre Graells. |

Eladio Dieste   (Artigas, 1 de desembre de 1917 - Montevideo, 19 de juliol de 2000) fou un enginyer uruguaià reconegut mundialment pel seu ús del que ell va denominar ceràmica armada.

## Antecedents
El maó es caracteritza per tenir una producció barata, i ha ofert des de fa mil·lennis una lògica constructiva. El maó té una llarga història. Els romans, amb aquest material, havien perfeccionat la construcció de voltes i cúpules.
En moltes societats poden observar-se diferents tipus d'edificacions domèstiques que utilitzen el maó per a construcció d'aljubs, pous i llindars de portes que segueixen la tècnica de voltes i cúpules, on el maó es trava un a un, amb només una mica de morter. A partir d'aquesta tècnica es realitzen superfícies de gran resistència, (ponts, murs de contenció, llindars) que resisteixen la càrrega a partir del pes a causa de la seva gran massa relativa.

## La seva obra
L'obra de Dieste pren el maó i el porta als seus màxims en la creació de superfícies corbes a partir d'una nova tecnologia, que el va denominar ceràmica armada: construccions voltades realitzades amb maó, armadura d'acer i un mínim de formigó.
Aquest sistema constructiu aconsegueix dissenyar fines làmines a partir de la combinació de maó, ferro i morter, i que es construeixen sobre un encofrat mòbil. La base d'aquestes superfícies és el disseny; es tracta d'estructures capaces de resistir les càrregues que s'exerceixen sobre elles gràcies a la seva forma i no a la seva massa, la qual cosa comporta un requeriment de materials menor.
Aquest tipus de construccions va tenir molta acceptació perquè permeten més facilitats, a l'hora de la prefabricació i sistematització en la repetició dels seus components, amb costos competitius per al mercat. La seva obra és objecte d'estudi en diferents universitats i el va portar a rebre el títol d'arquitecte honorari, sent l'únic en posseir-lo a l'Uruguai.

## Reconeixements
L'any Eladio Dieste
L'any 2005 va ser designat "L'any Eladio Dieste" per part del Museu d'Art Modern de Nova York, la Universitat de Princeton i el Massachusetts Institute of Technology de Massachusetts, com a forma d'homenatjar la seva obra.
El senyor dels maons
L'any 2006, els dies 7 i 8 d'octubre es va celebrar a l'Uruguai el Dia del Patrimoni sota el lema Tradición e Innovación Eladio Dieste: el señor de los ladrillos (Tradició i Innovació Eladio Dieste: el senyor dels maons). Durant els dies previs la premsa va realitzar una cobertura especial sobre la vida de Dieste, i les seves obres, distribuïdes al llarg i ample del país, van ser visitades durant tot el cap de setmana. L'esmentada celebració va contribuir molt eficaçment a la valoració i difusió de l'obra de Dieste a l'Uruguai.

## Galeria d'imatges

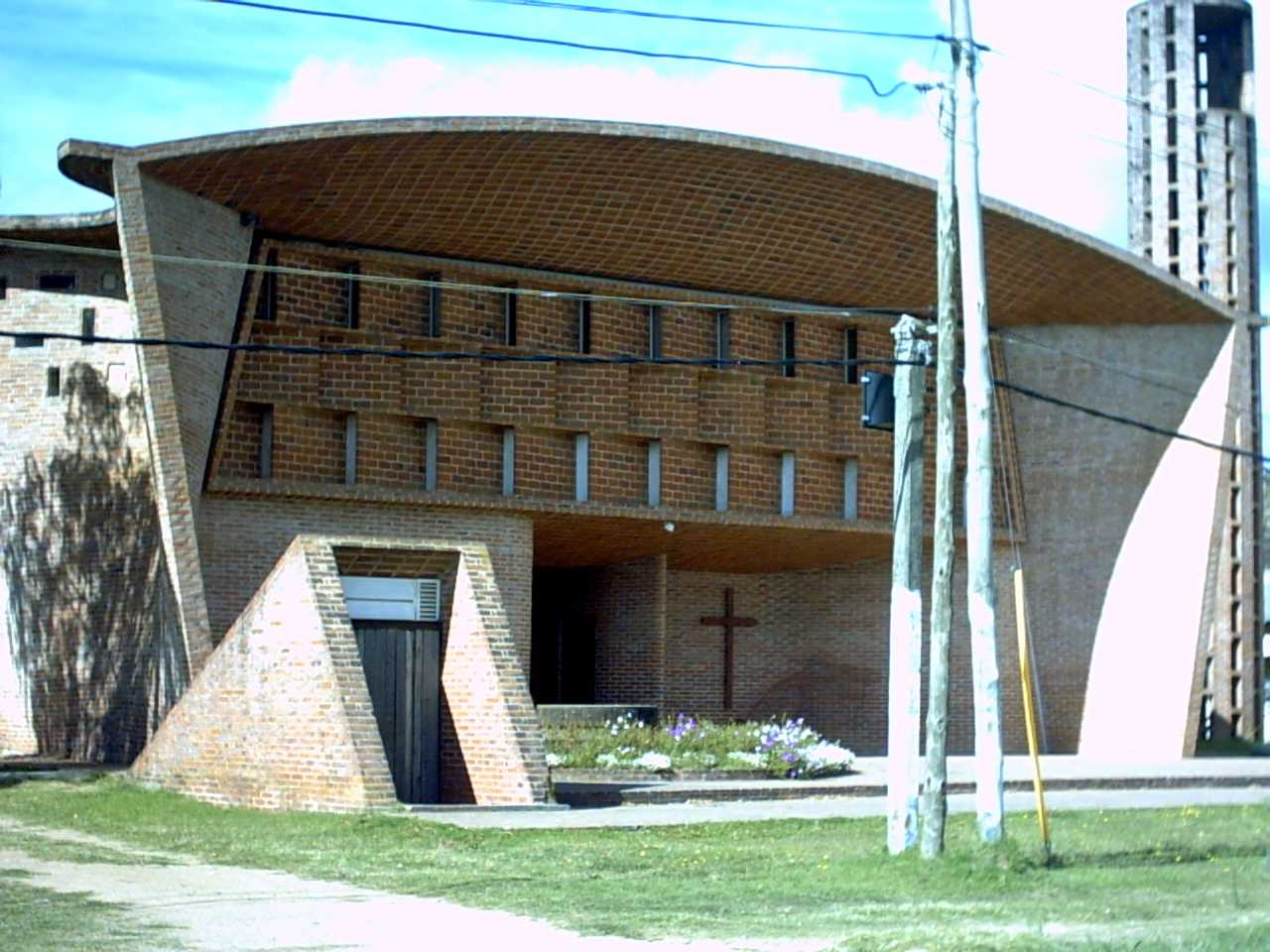
Parròquia del Crist Obrer a l'Atlántida, Uruguai, obra de Dieste.
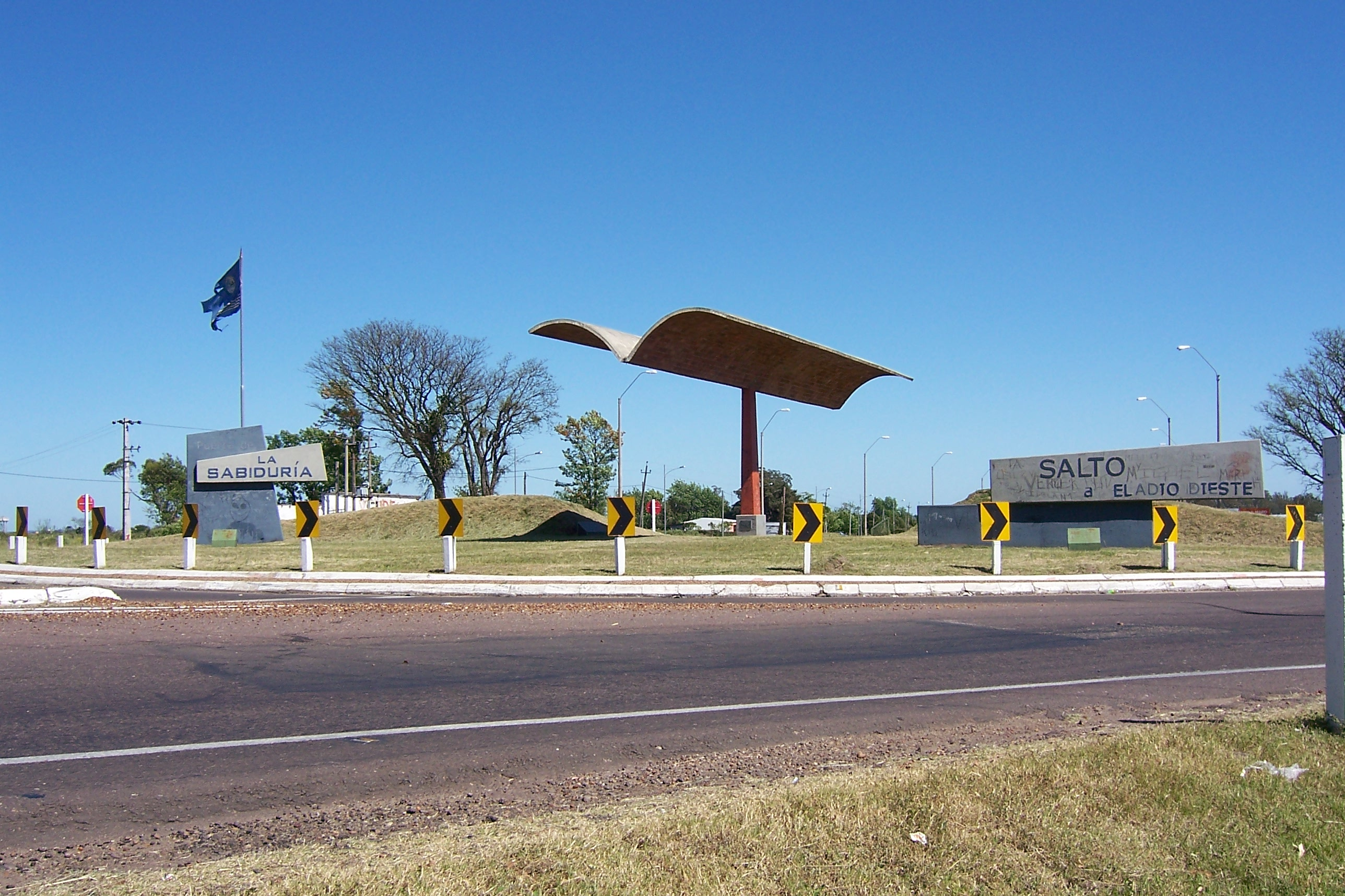
Monument d'homenatge a la ciutat de Salto.